# Rugby+
Pour les articles homonymes, voir rugby.
Rugby+ est un canal événementiel thématique français consacré à la diffusion de matchs de rugby appartenant au groupe Canal+, et faisant partie de l'offre multisports de 2007 à 2024.

## Histoire de la chaîne
Rugby+ a été lancée à l'occasion de la première journée du Championnat de France de Top 14 2007-2008, le 27 octobre 2007.

## Identité visuelle
La chaîne a changé de logo le 17 mai 2011. Son nouveau logo, similaire à ses chaînes sœurs Foot+, Golf+ et Infosport+, est l'œuvre de l'agence anglaise Devilfish.

Logo de Rugby+ du 27 octobre 2007 au 16 mai 2011
Logo de Rugby+ de 17 mai 2011 à 2024.

## Programme
Rugby+ propose quatre matchs de Top 14 diffusés en direct et en exclusivité à chaque journée de championnat pour suivre les exploits des clubs commentés et analysés par les consultants de Canal+. À chaque match, la chaîne met en place huit caméras par stade ainsi que la retransmission des décisions arbitrales en direct.
La chaîne diffuse également des matches d'autres compétitions de rugby dont le groupe Canal+ a acquis les droits mais non-diffusés sur les antennes de Canal+ et Canal+ Sport, comme les journées de série mondiale masculine et féminine, ou des rencontres du Super Rugby ou du Rugby Championship.
Durant les Jeux olympiques d'été de 2016, Rugby+ diffuse en intégralité les épreuves de rugby à sept. La chaîne est alors accessible à l'ensemble des abonnés à Canal+.
À partir de 2017, Rugby+ ne diffuse plus que trois matchs en direct par journée de Top 14, qui sont aussi diffusés en même temps en multiplex sur Canal+ Sport. Les matchs ne sont plus commentés par un duo journaliste et consultant mais par un seul commentateur.
À partir de 2020, la chaîne diffuse également six matchs de Pro D2 par week-end après l'acquisition des droits du championnat par le groupe Canal+.
Le 10 septembre 2024, les canaux multisports, dont Rugby+, disparaissent avec la création du bouquet des 19 canaux Canal+ Live.

## Organisation

### Dirigeants
Président-directeur généraux de Canal+ SA
- Bertrand Meheut : 27/10/2007 - 03/09/2015
- Jean Christophe Thierry : 03/09/2015 -

Directeurs généraux de Canal+
- Bertrand Meheut : 27/10/2007 - 03/07/2015
- Maxime Saada :  03/09/2015 -

Directeurs des sports de Canal+
- Alexandre Bompard : 27/10/2007 - 06/2008
- Cyril Linette : 06/2008 - 06/2015
- Thierry Thuillier : 06/2015 - 07/09/2015
- Thierry Cheleman : 07/09/2015 -

Rédacteur en chef du service rugby de Canal+
- Éric Bayle : 27/10/2007 -

### Capital
Rugby+ est éditée par Canal+ Distribution, filiale à 100 % de Canal+ France, elle-même filiale à 80 % du Groupe Canal+. Canal+ France disparaît le 2 janvier 2014. Rugby+ devient une filiale à 100 % du Groupe Canal+.

### Siège
Le siège de la chaîne est situé 1, place du Spectacle à Issy-les-Moulineaux dans les Hauts-de-Seine, siège du Groupe Canal+.

## Commentateurs
Les commentaires sont assurés par un journaliste accompagné d'un consultant et d'une personne sur le bord du terrain pour les interview. À partir de 2017, les matchs ne sont plus commentés par un duo journaliste et consultant mais par un seul commentateur.

### Journalistes
- Yann Chabenat
- Nicolas Dupin de Beyssat
- Jean-Baptiste Esculié
- Philippe Fleys
- Philippe Groussard
- Bertrand Guillemin
- Nicolas Souchon
- Adrien Toubiana

### Consultants
- Mathieu Blin
- Franck Corrihons
- Yann Delaigue
- Richard Dourthe
- Lionel Faure
- Cédric Heymans
- Thomas Lièvremont
- Pierre Rabadan
- Olivier Roumat
- Sébastien Viars
- Marie-Alice Yahé

### Interviews
- Arthur Bourdeau
- Arnaud Costes
- Romain Magellan
- Christophe Miedougé
- François Plisson

### Anciens commentateurs

#### Journalistes
- Laurent Bidot
- Stefan Etcheverry
- Guilhem Garriges
- Rodolphe Pirès
- François Trillo
- Frédéric Viard

#### Consultants
- Pierre Berbizier
- Philippe Bernat-Salles
- Philippe Boher
- Eric Bonneval
- Jacques Delmas
- Julien Frier
- Stéphane Glas
- Ugo Mola

#### Interviews
- Jacques Delmas
- Michel Macurdy